# 內迪姆·布扎
內迪姆·布扎（1995年9月10日—）是一位波黑籃球運動員。他現在效力於比利時球隊Telenet Oostende 。他也代表波黑國家籃球隊參賽。

## 外部連結
- 內迪姆·布扎在fiba.basketball（英语）
- 內迪姆·布扎在archive.fiba.com（存檔）（英语）
- 內迪姆·布扎在Eurobasket.com（球員）（英语）
- 內迪姆·布扎在Proballers（英语）
- 內迪姆·布扎在RealGM（英语）